# William Foulke
William Henry "Fatty" Foulke o Billy "Fatty" Foulkes (el coloso Foulke )(12 de abril de 1874 – 1 de mayo de 1916) fue un cricketista profesional y futbolista inglés de fines del siglo XIX y principios del s. XIX. Foulke fue muy destacado, ayudándole su gran altura (2,10 m) y peso, llegando a 150 kg al final de su carrera, aunque los reportes indicaban variaciones.

## Carrera
Jugó en la 4.ª categoría de Derbyshire County Cricket Club en 1900, pero es recordado como guardameta en Sheffield United y también en Chelsea y Bradford City. Y jugó en la selección de fútbol de Inglaterra en 1897 contra la selección de fútbol de Gales.
Después de ser descubierto jugando para el Blackwell en la "Copa Derbyshire" en Ilkeston Town, Foulke debuta para el Sheffield United contra West Bromwich Albion el 1 de septiembre de 1894 y participa de tres finales de la Copa FA ganando en dos, y en la Campeonato de la Liga.
Al final del primer match en la Copa 1902 Foulke protestó a los árbitros ya que Southampton hace un gol sin estar autorizados para tener la pelota. Foulke salió del vestuario sin ropas y agriamente inculpó al réferi, quien se sintió intimidado. Foulke debió ser detenido por un grupo de oficiales de F.A. En el replay, Sheffield United ganó 2-1, con Foulke requerido para salvar más de un a vez al equipo.
Se va al Chelsea por un contrato de £50; siendo capitán, permaneciendo una temporada para luego pasar a su último club, Bradford City.
Foulke fallece en 1916, de "cirrosis". La historia de una neumonía mortal carece de fundamento.
Foulke aparece en un filme de Mitchell & Kenyon, jugando un partido, el 6 de septiembre de 1902.

## Trivia
- El cántico futbolero  "¿Quién se comió los pasteles?" se dice fue hecho originalmente para Foulke, y otros dicen que no, que es un mito urbano.[2] (Es probable que sea falso, porque habría comenzado a escucharse en 1938, y Willie Foulke muere en 1916)
- Durante 1896-97 Foulke jugó en 1.ª División, y en un momento del partido, se colgó del poste y lo rompió.
- El retrato de Foulke fue incluido en la portada del programa final del FA Cup de 1902.
- Sepultado en el "Cementerio Burngreave", Sheffield.

## Estadísticas
| Club             | Estación  | División   | Pts. Liga | Pts. Copa FA | Otros Pts. | Total Pts. |
| ---------------- | --------- | ---------- | --------- | ------------ | ---------- | ---------- |
| Sheffield United | 1894–95   | División 1 | 29        | 3            | 5          | 37         |
|                  | 1895–96   | División 1 | 28        | 2            | 4          | 34         |
|                  | 1896–97   | División 1 | 30        | 1            | 0          | 31         |
|                  | 1897–98   | División 1 | 29        | 2            | 0          | 31         |
|                  | 1898–99   | División 1 | 32        | 9            | 1          | 42         |
|                  | 1899–1900 | División 1 | 33        | 5            | 2          | 40         |
|                  | 1900–01   | División 1 | 29        | 7            | 0          | 36         |
|                  | 1901–02   | División 1 | 26        | 9            | 0          | 35         |
|                  | 1902–03   | División 1 | 25        | 0            | 0          | 25         |
|                  | 1903–04   | División 1 | 28        | 3            | 0          | 31         |
|                  | 1904–05   | División 1 | 10        | 0            | 0          | 10         |
| Chelsea F.C.     | 1905–06   | División 2 | 34        | 1            | 0          | 35         |
| Bradford City    | 1905–06   | División 2 | 1         | 0            | 0          | 1          |
|                  | 1906–07   | División 2 | 21        | 2            | 0          | 23         |
|                  |           | Total      | 355       | 44           | 12         | 411        |

## Anécdota
William Foulke, en un partido con la selección inglesa, llegó a romper una portería al colgarse del larguero. Fue apodado 'Fatty'.

## Honores
Sheffield United
- Football League Division One
  - Campeón: 1897-98
  - Segundo: 1896-97 y 1899-00

- FA Cup
  - Vencedor: 1899, 1902
  - Finalista: 1901